# 疏室凤尾藓
疏室凤尾藓（学名：Fissidens bogoriensis）为凤尾藓科凤尾藓属下的一个种。

## 名称
学名种加词意为“柏哥利亚湖的”。

## 扩展阅读
- 維基物種上的相關：疏室凤尾藓